# Valentin Ioudachkine
Valentin Abramovitch Ioudachkine (en russe : Валентин Абрамович Юдашкин ; selon les règles de transcription anglaises : Valentin Abramovich Yudashkin), né le 14 octobre 1963 dans l'oblast de Moscou (URSS) et mort à Moscou (Russie) le 2 mai 2023, est un styliste soviétique puis russe,.

## Biographie

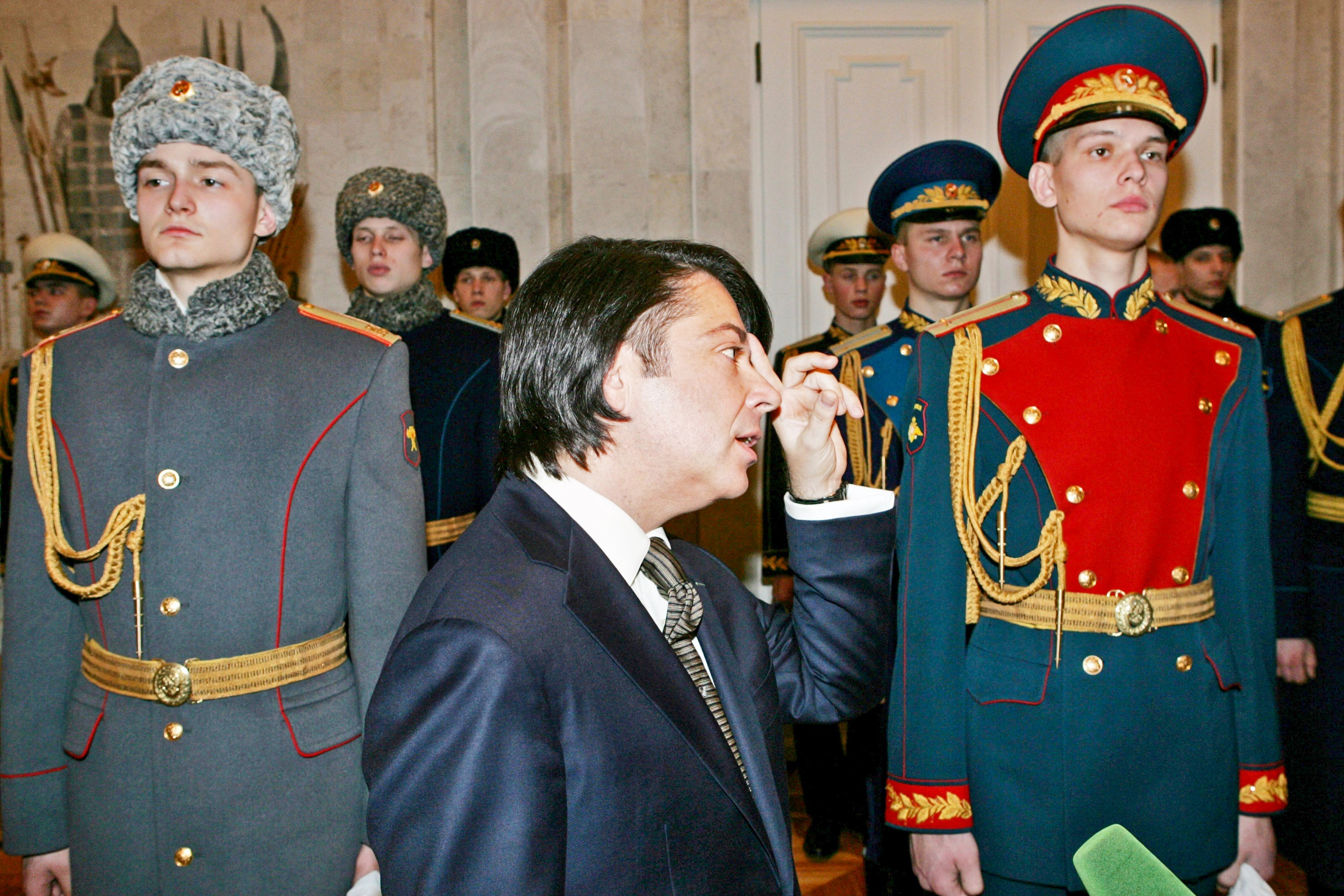
Valentin Ioudachkine lors d'une visite aux Forces armées de la fédération de Russie en 2008, pour voir les nouveaux uniformes qu'il a aidé à dessiner.

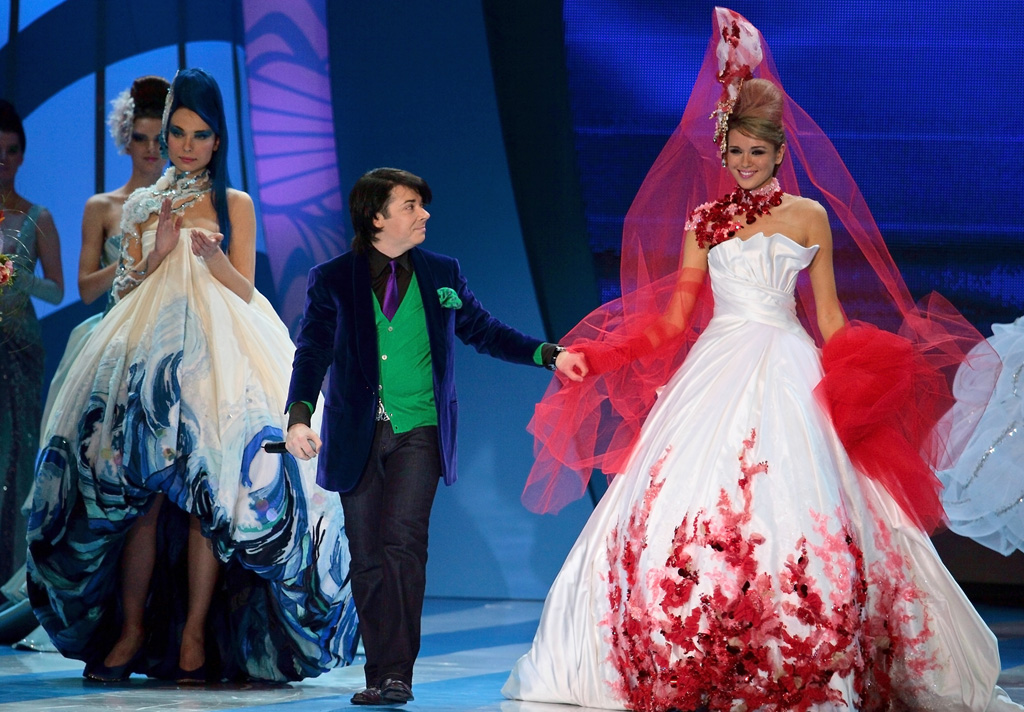
Valentin Ioudachkine présente sa nouvelle collection Marine au Grand Palais du Kremlin lors du traditionnel défilé du 8 mars en 2009.

Valentin Ioudachkine naît dans la banlieue d'Odintsovo. Diplômé avec mention du Collège industriel de Moscou en 1986, il passe son stage à la Maison de mode de Moscou auprès de Viatcheslav Zaïtsev.
En 1987, il crée sa première collection "Original Rus", fonde la société Vali-Moda en 1989. Dans la même période, en tant que styliste, il commence à travailler avec des artistes pop soviétiques : Lyudmila Gurchenko, Laima Vaikule et Alla Pugacheva.
En 1991, la première collection de Ioudachkine, composée de 150 modèles, est présentée à Paris.
L'équipe olympique russe est habillée par Ioudachkine aux Jeux olympiques d'hiver en 1994 et 1996.
En 2002, il est diplômé du département de production de GITIS.
Ses créations ont été exposées dans des lieux tels que le Carrousel du Louvre à Paris, le musée historique d'État de Moscou, le Metropolitan Museum of Art de New York. En 2008, il a redessiné l'uniforme de l'armée russe, créant 85 modèles pour habiller toutes les branches des forces armées. Le nouvel uniforme s’inspire des couleurs rouges et bleu marine, qui rappellent les armées tsaristes. Cependant, les nouvelles versions ne sont pas assez chaudes pour les rigueurs du climat russe, et plusieurs centaines de soldats contractent des grippes ou des pneumonies. Ioudachkine a déclaré que ce n'était pas lui qui avait fabriqué un uniforme de l'armée de mauvaise qualité.
Il est considéré comme le premier créateur post-soviétique à apporter un look russe contemporain au monde de la mode internationale.
Ses créations ont été exposées dans des musées tels que le musée de la Mode et du Textile à Paris, le California Museum of Fashion à Los Angeles, le Metropolitan Museum of Art à New York et le State Historical Museum à Moscou.
En 2022, il est banni de la Semaine de la Mode à Paris pour son mutisme sur l'Invasion de l'Ukraine par la Russie,
Décédé le 2 mai 2023 au Centre scientifique d'oncologie Nikolaï Blokhine de Moscou d'un cancer du rein, il est inhumé au cimetière Troïekourovskoïe.